# Acronicta fragiloides
Acronicta fragiloides är en fjärilsart som beskrevs av Barnes och Benjamin 1924. Acronicta fragiloides ingår i släktet Acronicta och familjen nattflyn. Inga underarter finns listade i Catalogue of Life.